# Napfényes hétfők
A Napfényes hétfők (eredeti cím: Los lunes al sol) 2002-ben bemutatott spanyol–francia–olasz filmdráma, melyet Fernando León de Aranoa írt és rendezett. A főbb szerepekben Javier Bardem, Luis Tosar és José Ángel Egido látható.
Világpremierje 2002 szeptemberében volt a San Sebastián-i Nemzetközi Filmfesztiválon, kritikai siker mellett. A 17. Goya-díjátadón nyolc kategóriában jelölték díjakra, ebből ötöt elnyert. Spanyol filmként a legjobb idegen nyelvű film kategóriában nevezték a 75. Oscar-gálára, de végül nem válogatták be a döntőbe került művek közé.

## Cselekmény
Miután egy észak-spanyolországi hajógyár végleg bezárja kapuit, néhány egykori munkás – Santa, José, Lino, Amador, Serguei és Reina – továbbra is rendszeresen találkoznak. Főként volt munkatársuk, Rico kocsmájában ütik el az időt. Santa, a baráti társaság nagyhangú, látszólag magabiztos vezéregyéniségének nagy álma Ausztráliába költözni. A gyárbezárás miatt szervezett tiltakozások során azonban megrongált egy utcai lámpát és most a bíróság követeli tőle annak kifizetését. A férfi az elvei miatt erre sokáig nem hajlandó.
A szintén munkanélküli José felesége, Ana miatt elkeseredett. A fájós lábú asszony éjszakás műszakban dolgozik egy halfeldolgozó üzemben. José nem csupán a nő munkájára féltékeny, de attól is tart, hogy a felesége előbb-utóbb egy másik férfi oldalán talál vigaszt. Lino idősödő családapa folyamatosan olyan munkákra jelentkezik, amelyekhez nincs meg a megfelelő képesítése, a többi jelentkező pedig a fiával egyidős. A társaság legidősebb tagja, Amador az alkoholizmusba menekül, és továbbra is felesége hazatértét várja – jóllehet egyre nyilvánvalóbb, hogy az asszony már sosem tér vissza hozzá. Reina egy futballpálya biztonsági őreként helyezkedett el és rendszeresen segít társainak belógni a meccsekre. A barátokat gyakran meglátogatja Nata, a főbérlőjük tizenéves lánya is, aki egy alkalommal bébiszitteri munkáját szervezi ki Santának, jutalékért cserébe.
Egyik este Amador a szokásosnál is többet iszik és Santa kíséri haza. Útközben mély, filozofikus beszélgetésbe bonyolódnak. Bár Amador sosem engedi be barátait otthonába, Santa most bebocsátást nyer. A férfi így szembesül a lakás romos állapotával, valamint azzal, hogy Amadornál elzárták a vizet. Sant végül kifizeti a bírságot, de ügyvédével hazafelé tartva megáll a nemrég megjavított utcai lámpánál és elégtételként ismét összetöri azt. Este Santa ellátogat Amadorhoz, de az nem nyit ajtót. A férfi felfedezi az ajtó feletti tető horpadását és elborzadva talál rá barátja holttestére: a részeg Amador ugyanis korábban kiugrott az ablakon és szörnyethalt. Társai egy lopott koszorúval búcsúztatják el. Ana eközben elhagyni készül Josét. Ám amikor férje a temetésről hazatérve megtörten mesél Amador haláláról, megsajnálja a mit sem sejtő Josét és úgy dönt, mégis vele marad. Lino újabb állásinterjúra megy, de a tükörben meglátja saját tükörképét és végre rájön, csak az idejét vesztegeti.
Az éjszaka folyamán a barátok ismét összegyűlnek a bárban, magukkal hozva az Amador hamvait tartalmazó urnát. A hamvakat szét akarják szórni, ezért úgy döntenek, ellopják a kompot, amellyel mindig együtt szoktak utazni. Már a nyílt vízen járnak, amikor ráébrednek, hogy az urnát otthon felejtették. A felismerésen csak nevetni tudnak. Az éjszakát és a reggelt a tengeren töltik, mit sem törődve a hajnalban egyre türelmetlenebbül várakozó kikötői embertömeggel.

## Szereplők
| Színész              | Szerep           | Magyar hang        |
| -------------------- | ---------------- | ------------------ |
| Santa                | Javier Bardem    | Jakab Csaba        |
| José Suárez          | Luis Tosar       | Selmeczi Roland    |
| Paulino "Lino" Rivas | José Ángel Egido | Berzsenyi Zoltán   |
| Ana                  | Nieve de Medina  | Kisfalvi Krisztina |
| Serguei              | Serge Riaboukine | Rosta Sándor       |
| Reina                | Enrique Villén   | Barbinek Péter     |
| Amador               | Celso Bugallo    | Melis Gábor        |
| Rico                 | Joaquín Climent  | Konrád Antal       |
| Nata                 | Aida Folch       | Bogdányi Titanilla |
| Lázaro               | Fernando Tejero  |                    |
| Ángela               | Laura Domínguez  |                    |

## Fogadtatás

### Kritikai visszhang

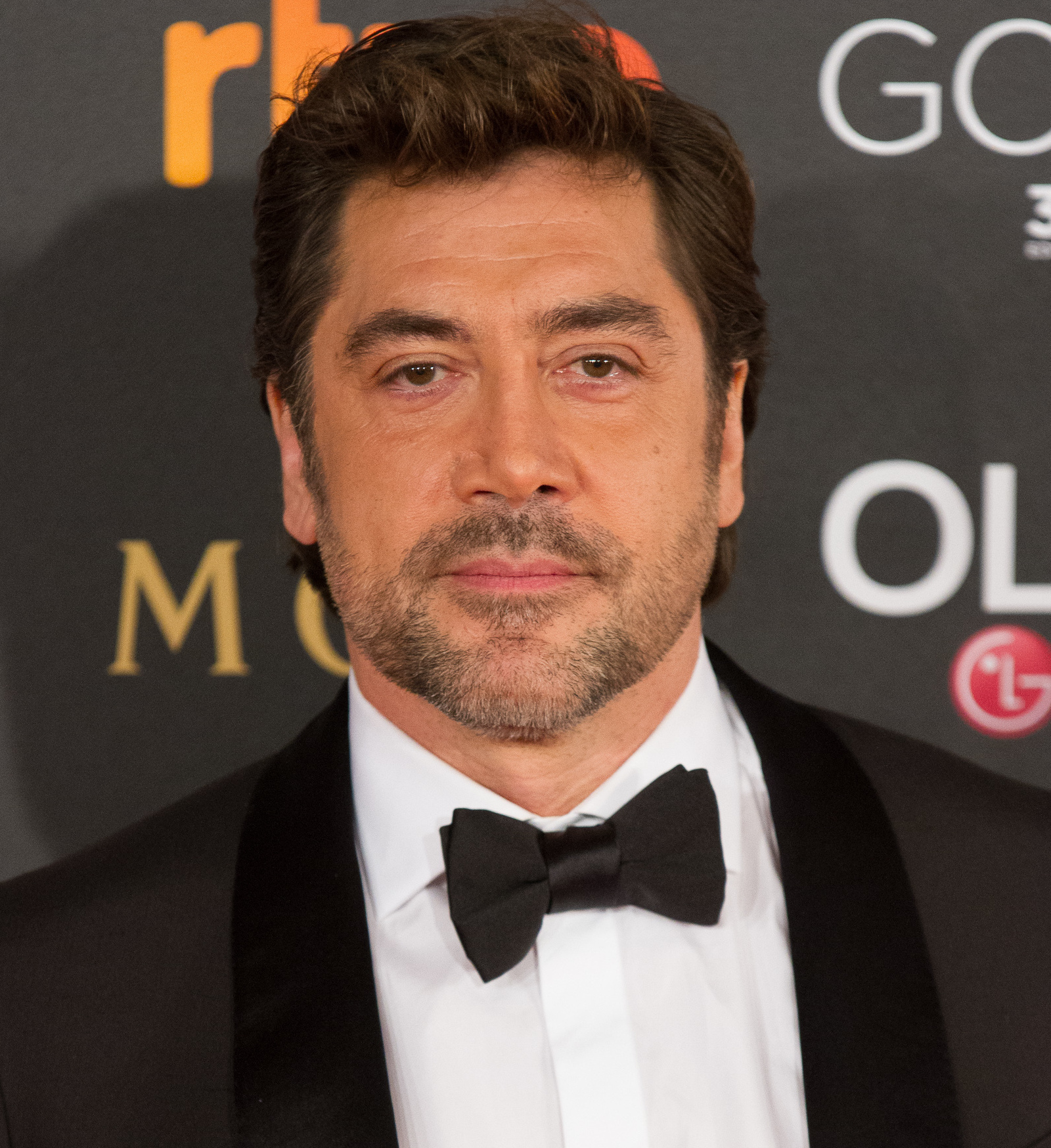
Javier Bardem filmbéli alakítását méltatták a kritikusok, a színész legjobb férfi főszereplőként Goya-díjat nyert

A film pozitív kritikákat kapott. A Rotten Tomatoes 70 kritikus véleményét összegezve 80%-ra értékelte. A weboldal szöveges összefoglalója szerint „Javier Bardem kiemelkedő alakítást nyújt ebben a gondolatébresztő (bár időnként vontatott) filmben, amely egy csoport volt hajógyári munkás munkanélküliség okozta nehézségeit mutatja be.”
Jonathan Holland (Variety) szerint „erőteljes példabeszéd munkanélküli férfiakról... durva, mégis érzékeny film, melyet tökéletesen megformált alakítások, egy kidolgozott forgatókönyv és természetes párbeszédek hajtanak előre.”
Manuel Vázquez Montalbán filmkritikus úgy vélte, „remek film a 20. század vereségeiről és a 21. századra vonatkozó világi remények felépítésének nehézségéről.”
A Tiszatáj művészeti folyóirat az Escobar című 2017-es Bardem-filmhez írt kritikájában „a humanizmust és a kacajt zseniális arányban ötvöző” filmként utal vissza a Napfényes hétfőkre.

### Díjak és jelölések
A Spanyol Filmművészeti és Filmtudományi Akadémia ezzel a filmmel pályázott a 75. Oscar-gála legjobb idegen nyelvű film díjára, de nem került be a döntős művek közé. Érdekesség, hogy a Beszélj hozzá helyett esett rá az Akadémia választása, amely végül elnyerte a legjobb rendezőnek és a eredeti forgatókönyvnek járó Oscart. 
| Év   | Díj                                          | Kategória                    | Jelölt                                     | Eredmény | Ref.         |
| ---- | -------------------------------------------- | ---------------------------- | ------------------------------------------ | -------- | ------------ |
| 2002 | 50. San Sebastián-i Nemzetközi Filmfesztivál | Arany Kagyló                 | Arany Kagyló                               | Elnyerte | [ 9 ]        |
| 2002 | Európai Filmdíj                              | legjobb európai színész      | Javier Bardem                              | Jelölve  | [ 3 ] [ 10 ] |
| 2003 | 17. Goya-díj                                 | legjobb film                 | legjobb film                               | Elnyerte | [ 2 ]        |
| 2003 | 17. Goya-díj                                 | legjobb rendező              | Fernando León de Aranoa                    | Elnyerte | [ 2 ]        |
| 2003 | 17. Goya-díj                                 | legjobb eredeti forgatókönyv | Fernando León de Aranoa, Ignacio del Moral | Jelölve  | [ 2 ]        |
| 2003 | 17. Goya-díj                                 | legjobb férfi főszereplő     | Javier Bardem                              | Elnyerte | [ 2 ]        |
| 2003 | 17. Goya-díj                                 | legjobb férfi mellékszereplő | Luis Tosar                                 | Elnyerte | [ 2 ]        |
| 2003 | 17. Goya-díj                                 | legjobb új színész           | José Ángel Egido                           | Elnyerte | [ 2 ]        |
| 2003 | 17. Goya-díj                                 | legjobb új színésznő         | Nieve de Medina                            | Jelölve  | [ 2 ]        |
| 2003 | 17. Goya-díj                                 | legjobb vágás                | Nacho Ruiz Capillas                        | Jelölve  | [ 2 ]        |
| 2004 | 49. David di Donatello-díj                   | legjobb európai film         | legjobb európai film                       | Jelölve  | [ 11 ]       |

## Fordítás
- Ez a szócikk részben vagy egészben  a   Mondays in the Sun című angol Wikipédia-szócikk ezen változatának fordításán alapul.  Az eredeti cikk szerkesztőit annak laptörténete sorolja fel. Ez a jelzés csupán a megfogalmazás eredetét és a szerzői jogokat jelzi, nem szolgál a cikkben szereplő információk forrásmegjelöléseként.